# Virginia Slims of Arizona 1988
Il Virginia Slims of Arizona 1988 è stato un torneo di tennis giocato sul cemento. È stata la 13ª edizione del torneo, che fa parte della categoria Tier V nell'ambito del WTA Tour 1988. Si è giocato a Phoenix negli USA, dal 12 al 18 settembre 1988.

## Campionesse

### Singolare
Manuela Maleeva ha battuto in finale  Dianne van Rensburg con il punteggio di 6–3, 4–6, 6–2

### Doppio
Elise Burgin /  Rosalyn Fairbank hanno battuto in finale  Beth Herr /  Terry Phelps con il punteggio di 6–7, 7–6, 7–6